# Mường Phăng
Mường Phăng là một xã thuộc thành phố Điện Biên Phủ, tỉnh Điện Biên, Việt Nam.

## Địa lý
Xã Mường Phăng nằm ở phía đông thành phố Điện Biên Phủ, có vị trí địa lý:
- Phía đông giáp huyện Mường Ảng
- Phía tây giáp xã Nà Nhạn và xã Pá Khoang
- Phía nam giáp huyện Điện Biên Đông và xã Pá Khoang
- Phía bắc giáp xã Nà Tấu.

Xã Mường Phăng có diện tích 34,75 km², dân số năm 2022 là 5.413 người, mật độ dân số đạt 155 người/km².

## Hành chính
Xã Mường Phăng được chia thành 20 bản.

## Lịch sử
Trước đây, xã Mường Phăng thuộc huyện Điện Biên.
Ngày 25 tháng 8 năm 2012, Chính phủ ban hành Nghị quyết số 45/NQ-CP về việc thành lập xã Pá Khoang trên cơ sở điều chỉnh 5.702,27 ha diện tích tự nhiên và 3.960 người của xã Mường Phăng.
Sau khi điều chỉnh địa giới hành chính, xã Mường Phăng còn lại 3.456,29 ha diện tích tự nhiên và 4.708 người.
Ngày 10 tháng 7 năm 2019, HĐND tỉnh Điện Biên ban hành Nghị quyết số 116/NQ-HĐND về việc:
- Sáp nhập Bản Cang 4 vào Bản Cang 1.
- Sáp nhập Bản Cang 3 vào Bản Cang 2.
- Thành lập Bản Yên 1 mới trên cơ sở Bản Yên 2 cũ và một phần của Bản Yên 1 cũ.
- Thành lập Bản Yên 2 mới trên cơ sở Bản Yên 3 và phần còn lại của Bản Yên 1 cũ.
- Thành lập Bản Co Mận trên cơ sở bản Co Mận 1 và bản Co Mận 2.

Ngày 21 tháng 11 năm 2019, Ủy ban thường vụ Quốc hội ban hành Nghị quyết 815/NQ-UBTVQH14 về việc sắp xếp các đơn vị hành chính cấp huyện, cấp xã thuộc tỉnh Điện Biên (nghị quyết có hiệu lực từ ngày 1 tháng 1 năm 2020). Theo đó, sáp nhập toàn bộ diện tích và dân số của xã Mường Phăng vào thành phố Điện Biên Phủ.
Ngày 6 tháng 12 năm 2019, HĐND tỉnh Điện Biên ban hành Nghị quyết số 148/NQ-HĐND về việc:
- Sáp nhập một phần của Bản Phăng 2 vào Bản Phăng 1
- Sáp nhập Bản Phăng 3 vào phần còn lại của Bản Phăng 2.
- Sáp nhập bản Co Khô vào bản Che Căn.